# نانسی اندروز
نانسی اندروز (انگلیسی: Nancy Andrews؛ ۱۶ دسامبر ۱۹۲۰ – ۲۹ ژوئیهٔ ۱۹۸۹) یک هنرپیشه و خواننده اهل ایالات متحده آمریکا بود.